# Strejaci
Strejaci so naselje v Občini Dornava.